# Hóquei sobre a grama nos Jogos Olímpicos de Verão de 1932
O torneio de hóquei sobre a grama nos Jogos Olímpicos de Verão de 1932 foi realizado em Los Angeles, Estados Unidos. Apenas três equipes disputaram o torneio olímpico em 1932, no formato de todos contra todos.

## Masculino
| Ouro | Prata | Bronze |
| Índia Richard James Allen Calyle Carrel Tapsell Leslie Charles Hammond Massud Minhas Broome Eric Pinniger Lal Shah Bokhari Richard John Carr Gurmit Singh Kullar Dhyan Chand Bais Roopsingh Bais Syed Mohd Jafar Arthur Charles Hind | Japão Shumkichi Hamada Akio Sohda Sadayoshi Kobayashi Haruhiko Kon Katsumi Shibata Yoshio Sakai Eiichi Nakamura Kenichi Konishi Hiroshi Nagata Toshio Usami Junzo Inohara Masuyuki Asakawa | Estados Unidos Harold Brewster Samuel Ewing Leonard O’Brien Henry Greer James Gentle Horace Disston Lawrence Knapp David McMullin Charles Shaeffer Amos Deacon William Boddington Frederick Wolters |

### Fase única
| Equipe         | Pts | J | V | E | D | GP | GC |
| -------------- | --- | - | - | - | - | -- | -- |
| Índia          | 4   | 2 | 2 | 0 | 0 | 35 | 2  |
| Japão          | 2   | 2 | 1 | 0 | 1 | 10 | 13 |
| Estados Unidos | 0   | 2 | 0 | 0 | 2 | 3  | 33 |

| 4 de agosto    |      |                |
| Índia          | 11–1 | Japão          |
| 8 de agosto    |      |                |
| Estados Unidos | 2–9  | Japão          |
| 11 de agosto   |      |                |
| Índia          | 24–1 | Estados Unidos |